# Genesis G80
Genesis G80 (укр. Дженесіс Джі80) — автомобіль бізнес-класу, що змінює на ринку модель Hyundai Genesis, модернізованою версією якого, власне, і є.

## Перше покоління (DH, 2016—2020)

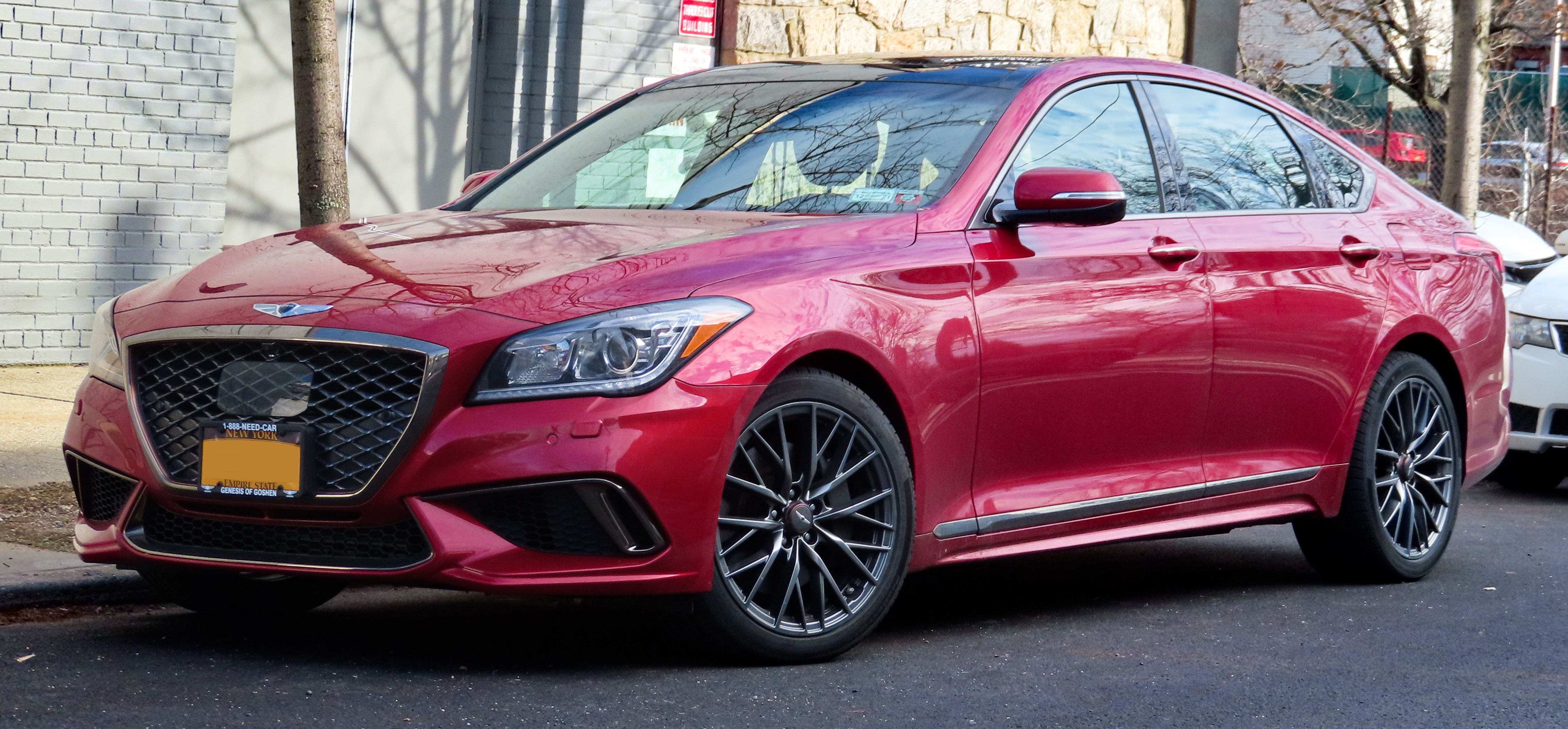
Genesis G80 DH

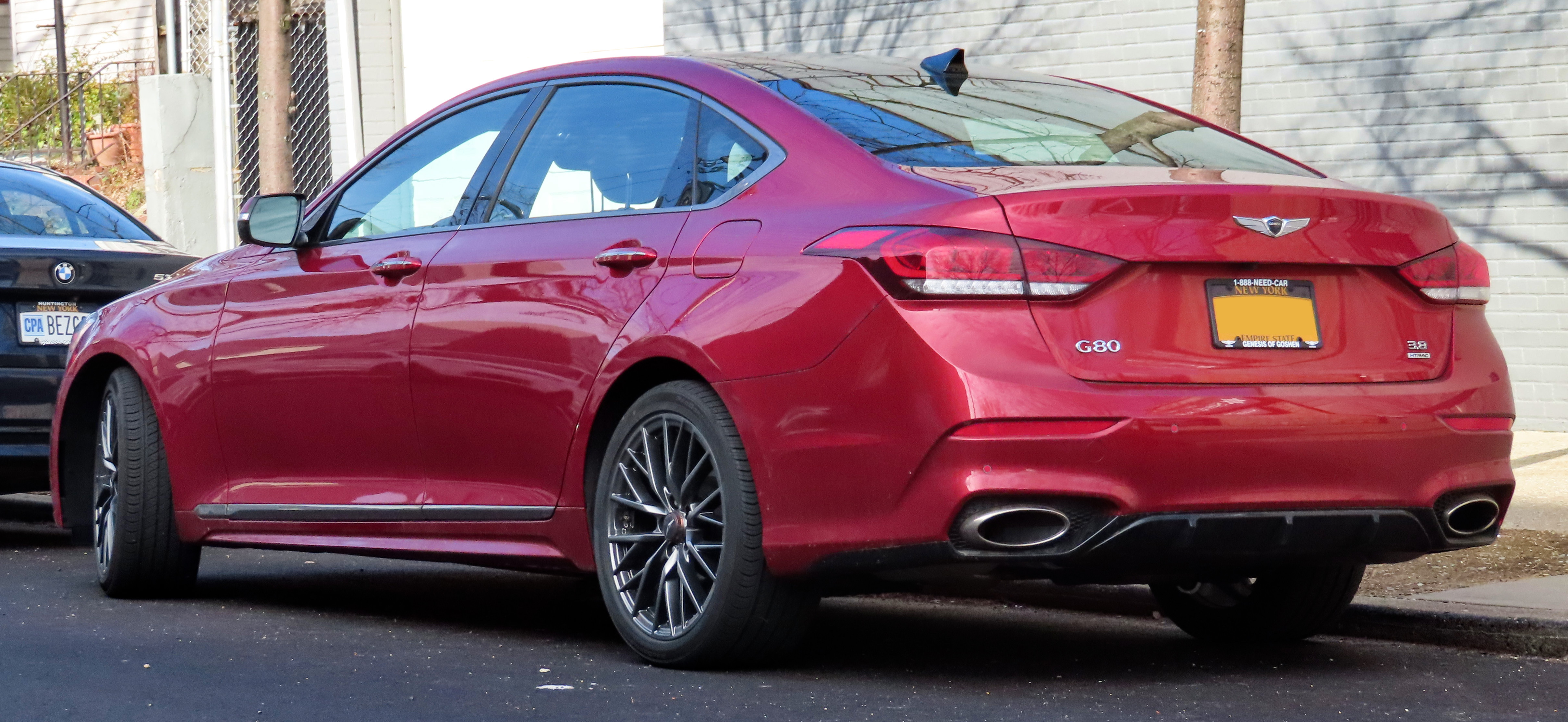

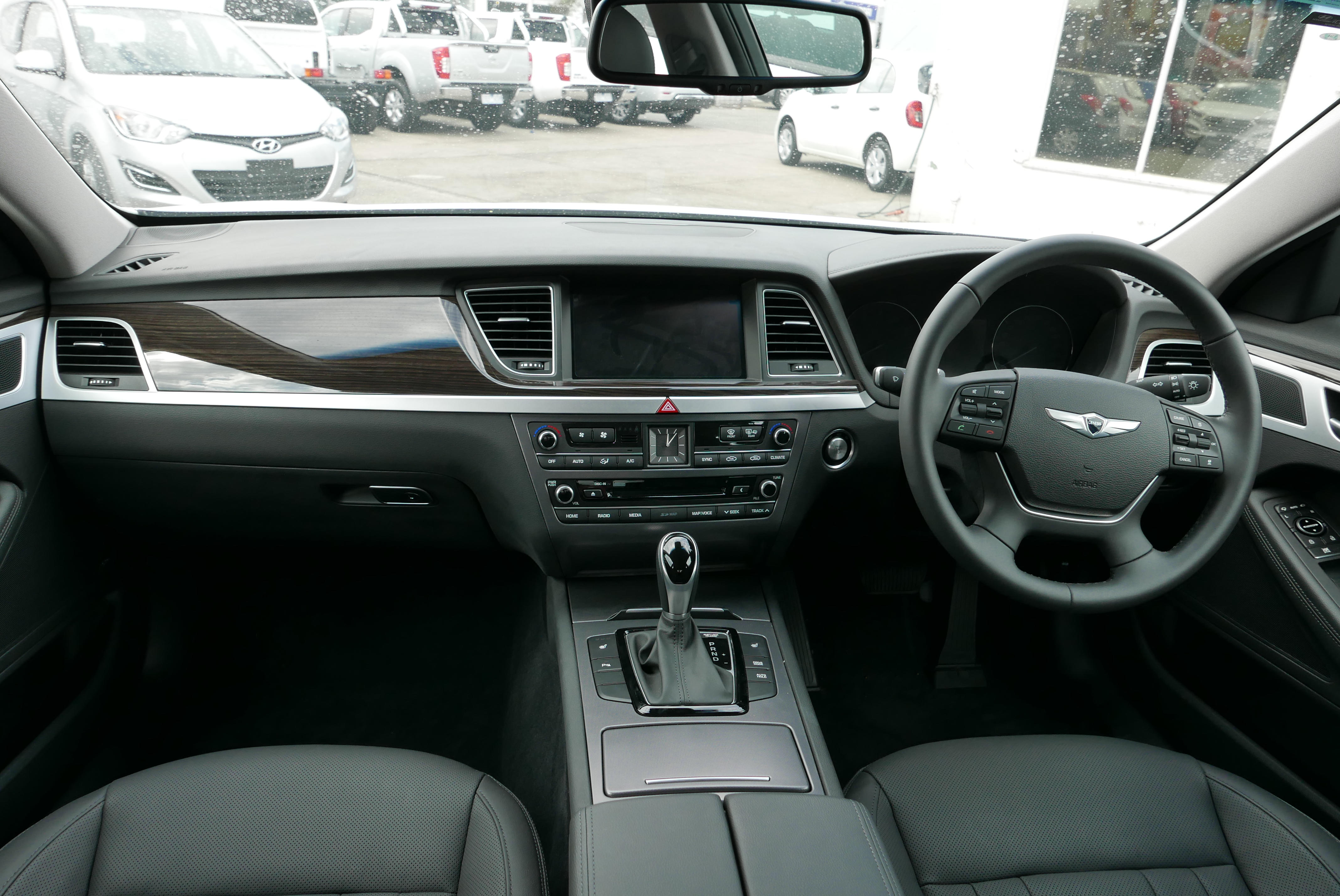

Головна відмінність Genesis від попередника — новий мотор. Седан укомплектований 2,0-літровим бензиновим турбоагрегатом потужністю 245 к.с. і обертовим моментом 353 Нм, який замінив собою V-подібні «шістки» обсягом 3,0 і 3,8 л. Новий мотор поєднується з 8-ступінчастим «автоматом» і інтелектуальною системою повного приводу HTRAC.
У стандартне оснащення Genesis G80 входять 9 подушок безпеки, ксенонові фари, сидіння з обробкою шкірою, аудіосистема Lexicon з сімома динаміками, мультимедіасистема з навігацією і можливістю інтеграції зі смартфонами і багато іншого.
У наступній по наповненню версії — Advance — оснащення Genesis G80 доповнюється повністю світлодіодними адаптивними фарами, світлодіодними передніми протитуманними фарами, пам'яттю настройок (на двох водіїв), електроприводом рульової колонки і кришки багажника, обігрівом керма, аудіосистемою Lexicon з 14 динаміками, електродоводчікамі дверей, 18 -дюймових легкосплавними дисками.
Третя комплектація для нового Genesis G80 пропонує покупцям широкий пакет систем допомоги водієві, серед яких асистент утримання автомобіля в смузі руху, система моніторингу сліпих зон, система автоматичного паркування, система кругового огляду, панель приладів Supervision з 7-дюймовим кольоровим дисплеєм, самозатемняющееся зовнішні дзеркала заднього виду. Крім того, Genesis G80 в комплектації Premier доповнений функціями для більшого комфорту водія і пасажирів: підігрівом задніх сидінь і вентиляцією передніх, шторками на стеклах задніх дверей, замшевого обробкою стелі, сонцезахисних козирків і передніх стійок.
Genesis G80 в найбільш повній комплектації Luxury дообладнуваний системою автоматичного гальмування перед перешкодою спереду, інтелектуальним круїз-контролем, іонізатором повітря і датчиком концентрації CO2 в салоні, склінням з додатковою шумоізоляцією, обробкою сидінь зі шкіри наппа. В оформленні інтер'єру використані декоративні панелі з натурального дерева і алюмінію.
Для комплектацій Advance, Premier і Luxury доступні пакети опціонального обладнання: Advanced Multimedia, Adaptive Suspension, VIP, а також Elite, які дозволяють доповнити Genesis G80 мультимедіасистема з екраном діагоналлю 9,2 дюйма, аудіосистемою Lexicon з 17 динаміками, включаючи сабвуфер, електронно-керованої адаптивною підвіскою (GACS), електрорегулюванням і вентиляцією задніх сидінь, панорамним дахом з люком.
На всі автомобілі Genesis діє чотирирічна гарантія без обмеження пробігу. Власникам Genesis надається цілодобова служба підтримки з виділеними операторами, а також доступ до сервісів програми «Допомога на дорозі», до яких відносяться екстрена технічна допомога, дозаправка паливом, заміна колеса і евакуація при технічну несправність автомобіля або в разі ДТП.

### Двигуни
- 2.0 л Theta GDI turbo I4 245 к.с.
- 3.3 л Lambda V6 GDI 281 к.с.
- 3.3 л Lambda GDI twin-turbo V6 370 к.с.
- 3.8 л Lambda V6 GDI 315 к.с.
- 5.0 л Tau V8 GDI 426 к.с.

## Друге покоління (RG3, 2020~наш час)

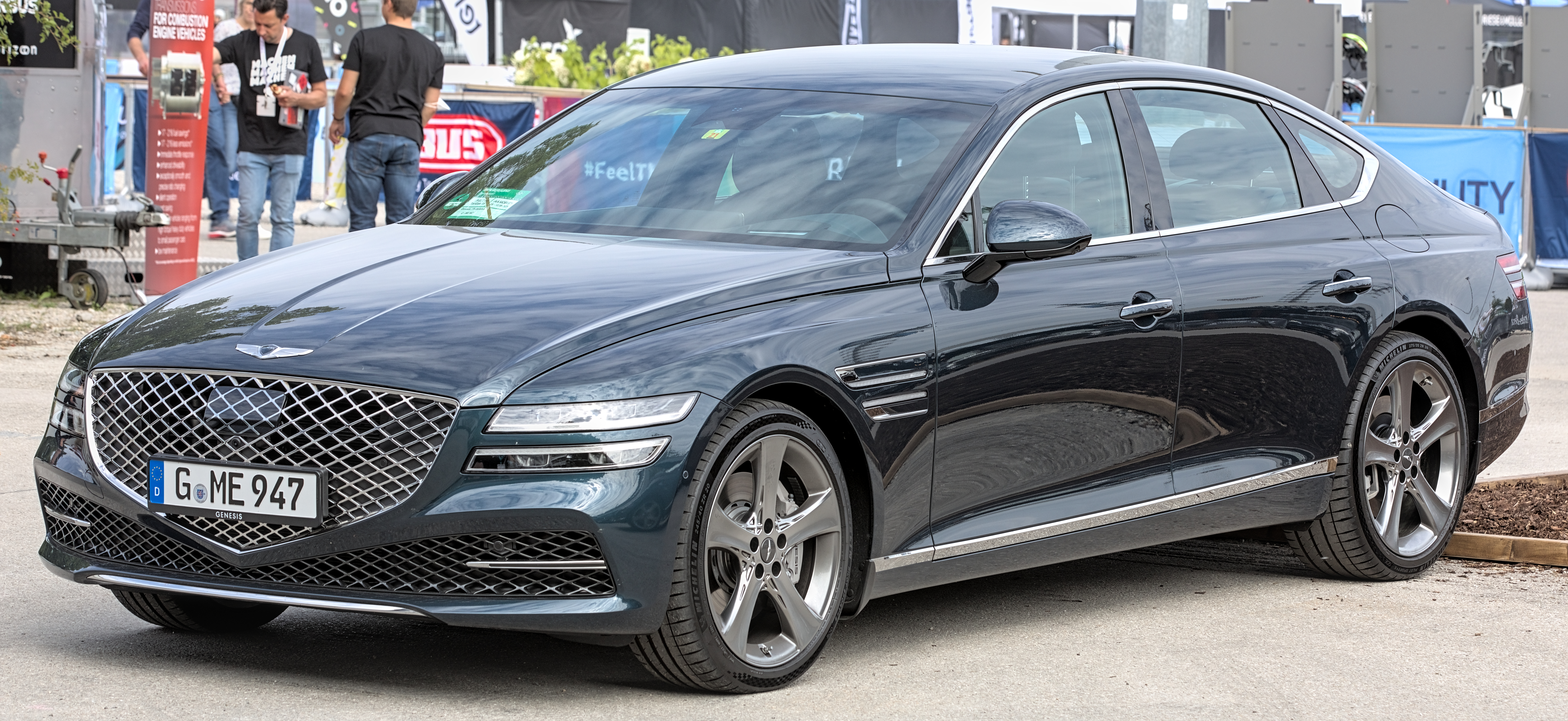
Genesis G80 RG3

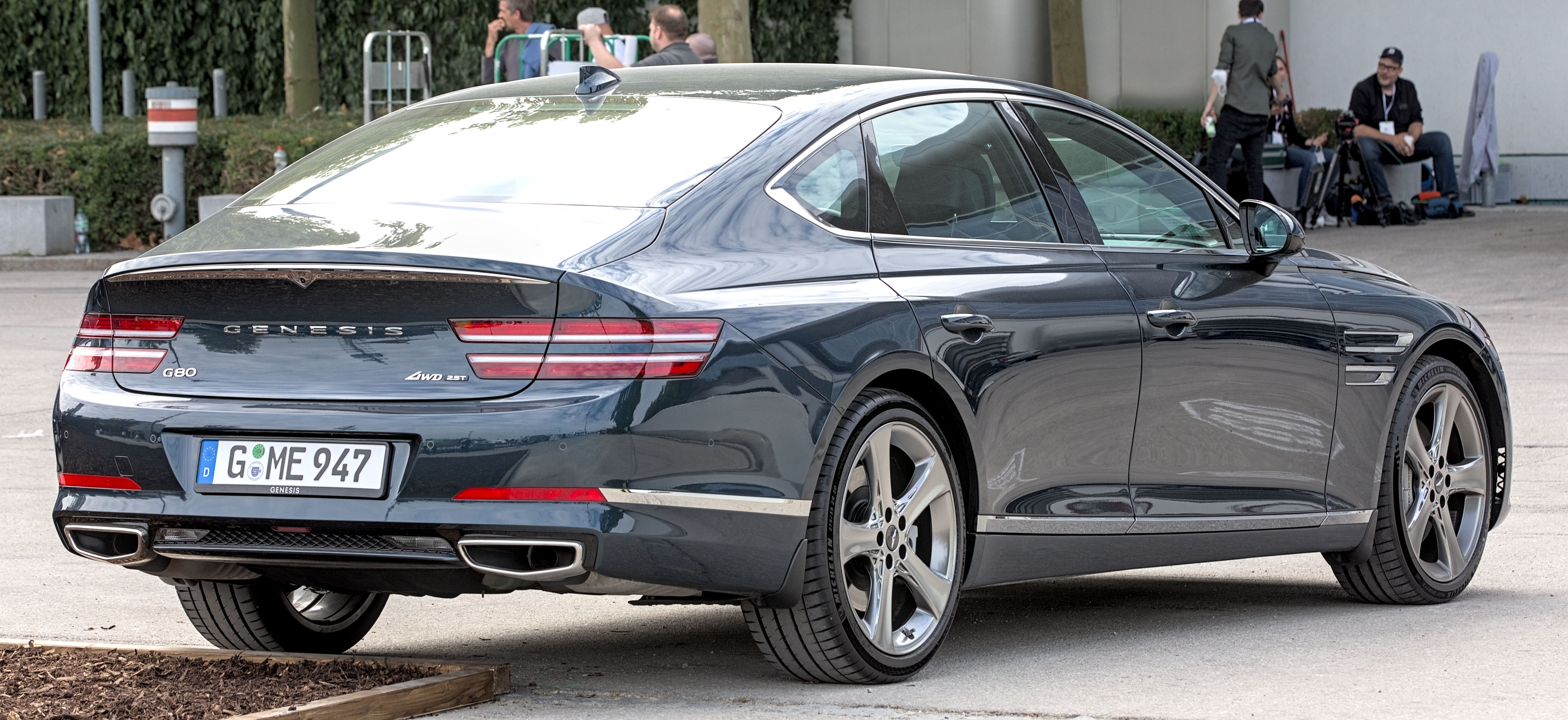

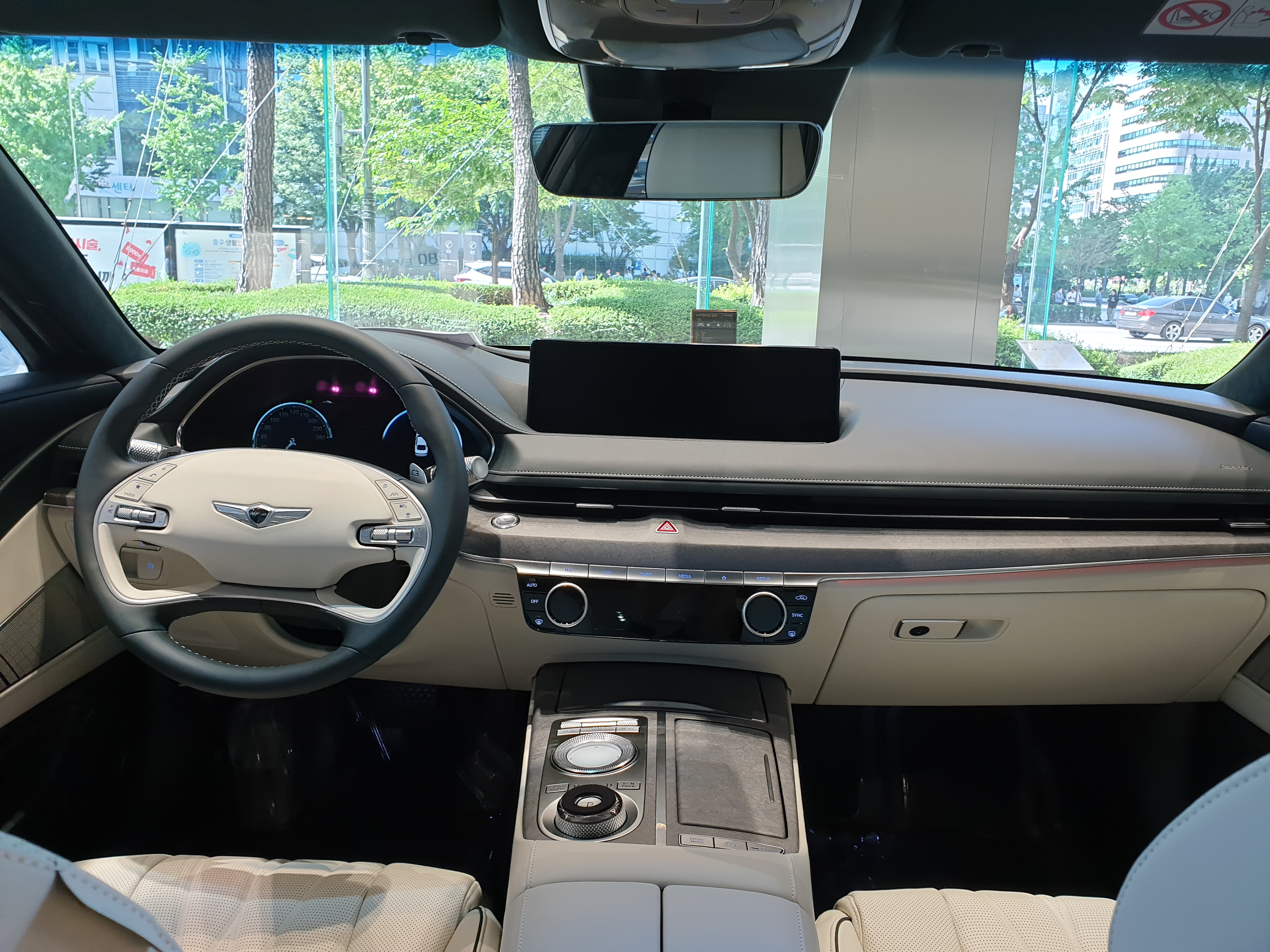

Перша абсолютно нова модель Genesis G80 під кодовою назвою RG3 була офіційно представлена через онлайн-трансляцію 30 березня 2020 року. Він поставляється з трьома двигунами — 2,5-л бензиновим турбо, 3,5 бензиновим турбо або 2,2 дизельним двигуном.
У 2024 році повний привід став стандартним для всіх комплектацій G80.
G80 2025 отримав помітне оновлення: нова решітка, фари та бампери. В салоні з'явився 27" дисплей, сенсорний клімат і обертовий селектор.

### Electrified G80
Крім звичайної версії існує і повністю електрична версія Electrified G80 з двома синхронними двигунами сумарною потужністю 370 к.с. і крутним моментом 700 Нм, ата батараєю 87.2 кВт*год.

### Двигуни
- 2.5 L Smartstream G2.5 T-GDi I4 (turbo) 304 к.с.
- 3.5 L Smartstream G3.5 T-GDi V6 (twin-turbo) 380 к.с.
- 2.2 L Smartstream D2.2 CRDi I4 (turbo diesel) 210 к.с.

## Продажі
| рік  | Пд. Корея | США    | Канада | глобально |
| ---- | --------- | ------ | ------ | --------- |
| 2016 | 42,754    | 6,166  | 55     | 61,021    |
| 2017 | 39,700    | 16,214 | 433    | 56,914    |
| 2018 | 37,219    | 7,446  | 393    | 44,937    |
| 2019 | 22,284    | 7,095  | 324    | 29,188    |
| 2020 | 56,150    | 3,359  | 189    | 60,643    |
| 2021 | 59,464    | 6,031  | 277    | 65,642    |